# هولک
هولک (به هلندی: Holk) یک منطقهٔ مسکونی در هلند است که در نی‌کرک واقع شده‌است.